# Combaterea inundațiilor
.

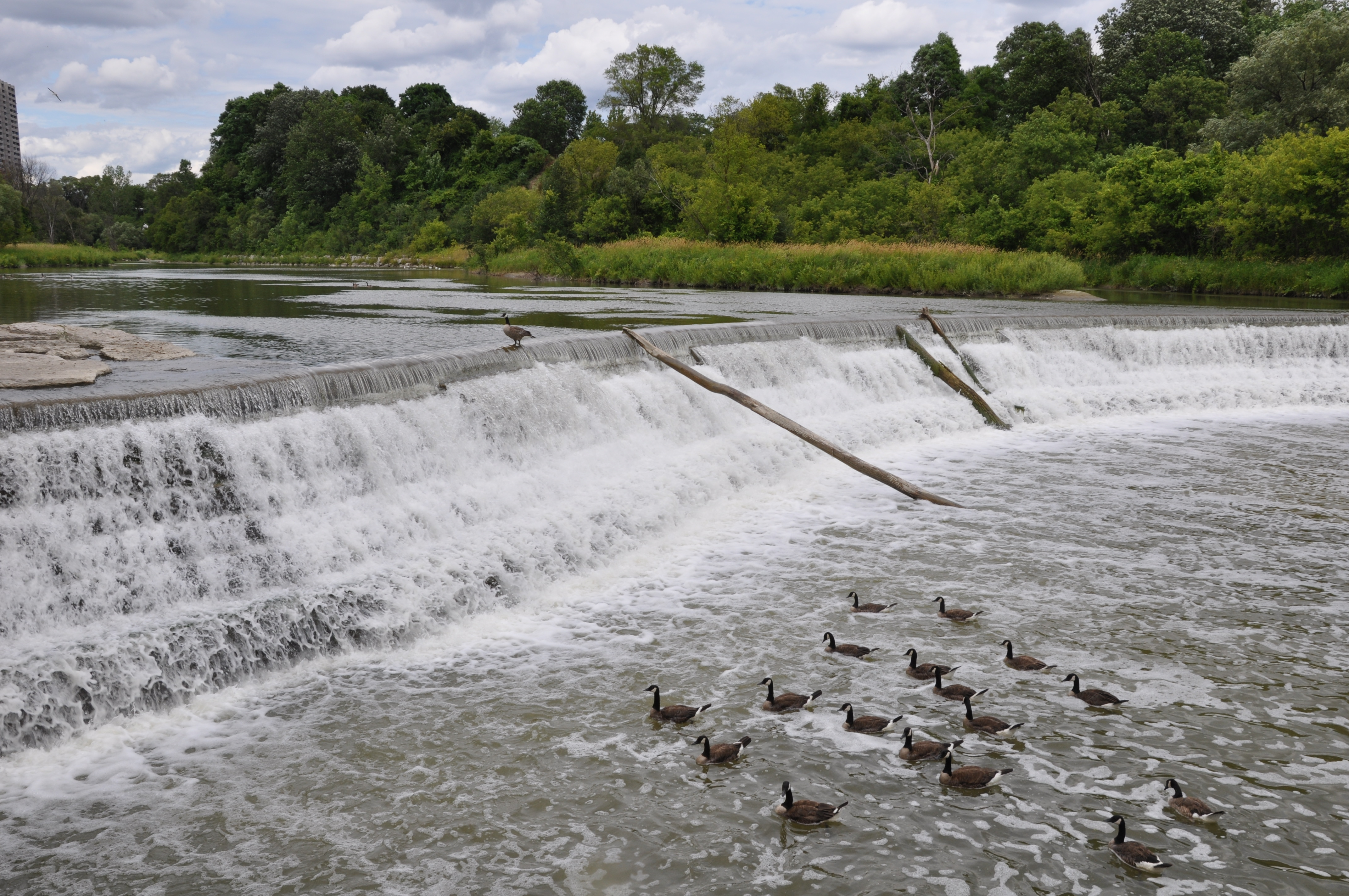
A Pe râul Humber (Ontario) a fost construit un baraj pentru a preveni reapariția unei inundații catastrofale

Metodele de control al inundațiilor(sau de atenuare, protecție sau atenuare a inundațiilor) sunt utilizate pentru a reduce sau a preveni efectele dăunătoare ale apelor de inundații. 
Inundațiile pot fi cauzate de un amestec de procese naturale, cum ar fi vremea extremă în amonte și schimbările umane ale corpurilor de apă și scurgerii. Metodele de control a inundațiilor pot fi fie de tip structural sau nestructural. Metodele structurale rețin fizic apele de inundații, în timp ce metodele nestructurale nu. 
Combaterea inundațiilor este o ramură a gospodăririi apelor având drept obiect ansamblul de lucrări și de măsuri pentru prevenirea inundațiilor provocate de cursurile de apă.
Construirea unei infrastructuri pentru a preveni inundațiile, cum ar fi pereții de inundații, este eficientă în gestionarea inundațiilor. Cu toate acestea, cea mai bună practică în ingineria peisajului este să se bazeze din ce în ce mai mult pe infrastructura soft și sisteme naturale, cum ar fi mlaștinile și câmpiile inundabile, pentru a gestiona creșterea apei.
În multe țări din întreaga lume, căile navigabile predispuse la inundație sunt adesea gestionate cu atenție. Pentru apărarea împotriva inundațiilor se fac,  bazine de detenție, diguri, rezervoare și baraje care sunt folosite pentru a preveni revărsarea malurilor căilor navigabile. 
Atunci când aceste masuri de apărare la inundații eșuează, se iau măsurile de urgență, cum ar fi punerea de saci de nisip sau tuburile gonflabile portabile constituind un dig de protecție, care folosite pot să stopeze inundațiile, etc.

## Cauzele inundațiilor
Inundațiile sunt cauzate de mulți factori sau de o combinație de factori, precipitații abundente, în general prelungite (concentrate local sau în întreaga zonă de captare), topirea zăpezii foarte accelerată , vânturile puternice deasupra apei, mareele înalte neobișnuite, tsunami-uri sau defecțiunea barajelor, diguri , retenție. iazuri sau alte structuri care rețin apa. Inundațiile pot fi exacerbate de cantități crescute de suprafață impermeabilă sau de alte hazarde naturale, cum ar fi incendiile, care reduc aportul de vegetație care poate absorbi precipitațiile.

## Scopuri

### Reducerea impactului inundațiilor
Inundațiile au multe efecte. Dăunează proprietăți și pune în pericol viața oamenilor și a altor specii. Scurgerea rapidă a apei provoacă eroziunea solului și depunerea concomitentă de sedimente în altă parte (cum ar fi mai în aval sau în josul unei coastei). Zonele de reproducere pentru pești și alte habitate ale vieții sălbatice pot deveni poluate sau complet distruse. Unele inundații mari prelungite pot întârzia traficul în zonele care nu au drumuri înalte. Inundațiile pot interfera cu drenajul și utilizarea economică a terenurilor, cum ar fi interferarea cu agricultura.

## Protecția proprietăților individuale

### Barieră împotriva inundațiilor de urgență
Proprietarii de proprietăți își pot pregăti casele pentru a opri intrarea apei prin blocarea ușilor și a orificiilor de aerisire, hidroizolarea zonelor importante și aplicarea în saci de nisip a marginilor clădirii. Măsurile de precauție private sunt din ce în ce mai importante în managementul riscului de inundații.
Atenuarea inundațiilor la nivelul proprietății poate implica, de asemenea, măsuri preventive concentrate asupra șantierului de construcție, inclusiv protecția împotriva scufundării pentru amenajările țărmului, îmbunătățirea apei de ploaie în filtrare prin utilizarea materialelor de pavaj permeabil includerea de zone umede sau bazine în peisaj.

## Măsuri de prevenire a inundațiilor
Pentru apărarea împotriva inundațiilor, se vor lua următoarele măsuri:
- evitarea construcției de locuințe și de obiective sociale, culturale și/sau economice în zonele potențial inundabile, cu prezentarea în documentațiile de urbanism a datelor privind efectele inundațiilor anterioare;
- realizarea de măsuri structurale de protecție, inclusiv în zona podurilor și podețelor;
- realizarea de măsuri nestructurale (controlul utilizării albiilor minore, elaborarea planurilor bazinale de reducere a riscului la inundații și a programelor de măsuri; introducerea sistemelor de asigurări, etc.);
- identificarea de detaliu, delimitarea geografică a zonelor de risc natural la inundații de pe teritoriul unității administrativ-teritoriale, înscrierea acestor zone în planurile de urbanism general și prevederea în regulamentele de urbanism a măsurilor specifice privind prevenirea și atenuarea riscului la inundații, realizarea construcțiilor și utilizarea terenurilor;
- nu se vor amplasa în zona inundabilă a albiei majore și în zonele de protecție, noi obiective economice sau sociale, inclusiv de noi locuințe sau anexe ale acestora;
- întreținerea infrastructurilor existente de protecție împotriva inundațiilor și a albiilor cursurilor de apă;
- realizarea unor lucrări destinate să rețină și să întârzie scurgerea apelor de pe versanți, cum ar fi acțiuni de împădurire sau reîmpădurire a versanților, crearea unor tipuri de învelișuri care să favorizeze infiltrația și să reducă scurgerea apelor de pe versanți, construirea unor baraje de reținere pe fundul văilor;
- implementarea sistemelor de prognoză, avertizare și alarmare pentru cazuri de inundații;
- execuția lucrărilor de protecție în zona albiilor râurilor în zona podurilor și podețelor existente;
- comunicarea cu populația și educarea ei în privința riscului la inundații și a modului ei de a acționa în situații de urgență[6].